# Groupe de NGC 1370
Le groupe de NGC 1370 est un trio de galaxies situé dans la constellation de l'Éridan. La distance moyenne entre ce groupe et la Voie lactée est d'environ 15,4 Mpc (∼50,2 millions d'al). 

## Membres
Le tableau ci-dessous liste les trois galaxies du groupe indiquées dans l'article de A.M. Garcia paru en 1993. Le groupe de NGC 1370 est aussi membre de l'amas de l'Éridan.
| Nom      | Class.    | Type           | α (J2000.0)   | δ (J2000.0)  | Vitesse radiale (km/s) | m    | Distance (Mpc) | Diamètre (kal) |
| -------- | --------- | -------------- | ------------- | ------------ | ---------------------- | ---- | -------------- | -------------- |
| NGC 1362 | S0^0 pec? | Lenticulaire   | 03h 33m 53.1s | -20° 16′ 57″ | 1233 ± 29              | 12,8 | 16,3 ± 1,2     | 68             |
| NGC 1370 | E+?       | Elliptique     | 03h 35m 14.6s | -20° 22′ 25″ | 1063 ± 28              | 12,6 | 13,8 ± 1,1     | 46             |
| NGC 1390 | SBa pec?  | Spirale barrée | 03h 37m 57.2s | -19° 00′ 30″ | 1207 ± 12              | 13,7 | 16,0 ± 1,1     | 39             |

Le site DeepskyLog permet de trouver aisément les constellations des galaxies mentionnées dans ce tableau ou si elles ne s'y trouvent pas, l'outil du site constellation permet de le faire à l'aide des coordonnées de la galaxie. Sauf indication contraire, les données proviennent du site NASA/IPAC.